# Seleção Romena de Beisebol
A Seleção Romena de Beisebol representa a Romênia nas competições internacionais de beisebol, como o Campeonato Europeu e a Copa do Mundo.